# Cal Marsol (Guissona)
Cal Marsol és un gran casalot a la confluència entre el C/ 11 de setembre i el C/ Notari Roca Sastre de Guissona (Segarra) inclosa a l'Inventari del Patrimoni Arquitectònic de Catalunya. És un edifici de dues plantes amb golfes, construït amb petits carreus de pedra irregulars.
A la planta baixa de la façana principal, que mira al C/ 11 de setembre, hi ha una porta rectangular central, damunt la qual hi ha un petit entaulament, i a banda i banda dos grans portes de garatge rectangulars emmarcades per una motllura llisa. Al centre de la façana del primer pis hi ha una obertura semicircular amb motllura d'arc de mig punt i ampit, flanquejada per dues finestres rectangulars amb una motllura de pedra llisa, i dues portes balconeres semicirculars amb motllura d'arc de mig punt i baranes de forja. Damunt d'aquest primer pis trobem un frontó trencat i una línia d'imposta que divideix horitzontalment la resta de la façana, on només apareixen dues petites obertures rectangulars als laterals i una quadrangular al centre, que formen part de la golfa.
La façana del C/ Notari Roca Sastre és molt més senzilla que l'anterior; presenta una porta de garatge i una finestra rectangular amb motllura de pedra llisa a la planta baixa, una finestra rectangular amb motllura llisa i un balcó de forja amb porta semicircular al primer pis, i una obertura rectangular a la golfa.
Al capdamunt de l'edifici hi ha una cornisa sustentada per mènsules, que segueix tot el perfil de les façanes sense que es produeix cap trencament, ja que el l'angle entre aquestes dues façanes està resolt amb una corba.